# 위상 양자장론
물리학과 수학에서 위상 양자장론(位相量子場論, 영어: topological quantum field theory, 약자 TQFT)은 계량 텐서에 의존하지 않는 양자장론이다. 미분구조조차 고려하지 않는 위상다양체에서 하는 것은 아니고, 정확히는 리만 계량을 고려하지 않는 미분다양체위에서 하므로 위상 양자장론보다는 미분 위상 양자장론이 더 어울리는 이름이다.  입자 물리학과 끈 이론, 응집물질물리학과 대수적 위상수학, 매듭 이론에서 쓰인다.

## 정의
대부분의 양자장론은 그 관측가능량(상관 함수 등)이 시공간의 계량 텐서(중력장)에 의존한다. 관측가능량이 계량 텐서에 의존하지 않는 양자장론을 위상 양자장론이라고 한다.
오늘날 알려진 위상 양자장론은 시바르츠형(Schwarz-type)과 코호몰로지형(영어: cohomological,
또는 위튼형 Witten-type)) 크게 두 종류가 있다.

### 시바르츠형 위상 양자장론
시바르츠형 위상 양자장론은 계량 텐서를 포함하지 않는 작용으로 나타내어진다. {\displaystyle d}차원 시공간에서, {\displaystyle d}차 미분형식을 적분하려면 계량 텐서가 필요하지 않다. 따라서 미분 형식을 장으로 하는 이론을 적을 수 있다. 이런 모형에는 천-사이먼스 이론과 BF 모형 등이 있다.
알베르트 시바르츠가 1977년에 최초의 시바르츠형 위상 양자장론을 발표하였고, 다음과 같은 꼴이다.
{\displaystyle S=\int _{M}A\wedge dA}.
여기서 {\displaystyle A}는 1차 미분형식이고, {\displaystyle M}은 3차원 시공간이다. 이 모형을 비아벨 게이지 대칭에 대하여 일반화하면 천-사이먼스 이론을 얻는다.

### 코호몰로지형 위상 양자장론
코호몰로지형 위상 양자장론 또는 위튼형 위상 양자장론은 일반적으로 계량 텐서를 포함하는 이론에 위상 뒤틂(topological twist)을 가하여 만든다.
에드워드 위튼이 1988년 최초의 예를 발표하였다. 위튼은 4차원 {\displaystyle N=2} 초대칭 게이지 이론에 위상 뒤틂을 가하여, 이 이론이 도널드슨 불변량을 재현함을 보였다.
시바르츠형 위상 양자장론은 특성류를 기반으로 하여, 일반적인 (위상) 다양체 위에 정의할 수 있지만, 코호몰로지형 위상 양자장론은 그 매끄러운 다양체 구조를 필요로 한다. 즉, 서로 위상동형이지만 다른 미분 구조를 가진 두 매끄러운 다양체를 코호몰로지형 위상 양자장론으로 구별할 수 있다.
d차원 코호몰로지형 위상 양자장론은 푸앵카레 대칭의 표현을 갖춘 힐베르트 공간 {\displaystyle {\mathcal {H}}}와, 다음과 같은 두 연산자 {\displaystyle Q,G_{\mu }}로 구성된다.:63–66
{\displaystyle \{Q,Q\}=\{G_{\mu },G_{\nu }\}=0}
{\displaystyle \{Q,G_{\mu }\}=P_{\mu }}
여기서 {\displaystyle P_{\mu }}는 병진(translation) 대칭의 생성원이다. 이 두 연산자 {\displaystyle Q,G_{\mu }}는 스칼라/벡터 "초대칭"으로 생각할 수 있다. (일반적인 초대칭 연산자는 스칼라나 벡터가 아니라 스핀 ½의 스피너이다.) 또한, 진공 상태 {\displaystyle |0\rangle }가 {\displaystyle Q}에 대하여 불변이라고 하자 (즉, 초대칭이 자발 대칭 깨짐을 겪지 않는다).
{\displaystyle Q|0\rangle =0}
그렇다면 {\displaystyle Q}를 BRST 연산자로 생각하여, 물리적 힐베르트 공간 {\displaystyle {\mathcal {H}}_{\text{phys}}}을 {\displaystyle Q}에 대한 코호몰로지로 정의한다.
{\displaystyle {\mathcal {H}}_{\text{phys}}=H_{Q}({\mathcal {H}})=\ker Q/\operatorname {im} Q}
또한, {\displaystyle {\mathcal {H}}} 위의 연산자들에 대해서도 {\displaystyle [Q,\cdot \}}에 대한 코호몰로지를 정의할 수 있다. 이 경우, 관측 가능량들의 공간은 {\displaystyle Q}에 대한 연산자 코호몰로지이다. 즉, 물리적인 관측 가능량은 {\displaystyle Q}에 대하여 닫혀 있다.
주어진 물리적 스칼라 연산자 {\displaystyle O^{(0)}}에 대하여, {\displaystyle G_{\mu }}를 가해 다음과 같은 연산자들을 추가로 정의할 수 있다.
{\displaystyle O^{(i+1)}=[G,O^{(i)}]}
{\displaystyle O^{(i)}}는 {\displaystyle i}차 미분형식을 이루며, 다음과 같은 내림 방정식(영어: descent equation)을 만족시킨다. 이는 야코비 항등식으로부터 유도할 수 있다.
{\displaystyle dO^{(i)}=[Q,O^{(i+1)}]}
따라서 {\displaystyle i>0}의 경우, {\displaystyle O^{(i)}}는 {\displaystyle Q}에 대하여 닫혀 있지 않고, 관측 가능량을 이루지 않는다. 다만, 시공간 {\displaystyle M}의 임의의 {\displaystyle i}차 호몰로지 {\displaystyle C_{i}\in H_{i}(M;\mathbb {Z} )}에 대하여 모자곱을 취하면 이는 관측 가능량을 이루게 된다. 즉,
{\displaystyle \int _{C_{i}}O^{(i)}}
은 관측 가능량이다. 따라서, 다음과 같은 꼴의 상관 함수들을 계산할 수 있다.
{\displaystyle \left\langle \cdots \int _{C_{i}}O^{(i)}\cdots \right\rangle }
예를 들어, 도널드슨 불변량을 이러한 형태의 상관 함수로 나타낼 수 있다.

## 아티야 공리계
마이클 아티야는 위상 양자장론을 수학적으로 정의하기 위하여 다음과 같은 공리계를 제안하였다. 이에 따라, {\displaystyle d+1}차원 위상 양자장론은 다음과 같은 데이터로 주어진다.
- 모든 {\displaystyle d}차원 콤팩트 (경계가 없는) 유향 다양체 {\displaystyle Y}에 대하여, 복소[7] 벡터 공간인 상태 공간 {\displaystyle E(Y)}
- 모든 {\displaystyle d+1}차원 (경계를 가진) 유향 다양체 {\displaystyle (X,\partial X)}에 대하여, 경로 적분 {\displaystyle Z(X)\in E(\partial X)}

이들은 다음과 같은 공리들을 만족시킨다.
1. (함자성)
  1. (공간 대칭의 작용) 임의의 방향을 보존시키는 미분 동형 {\displaystyle f\colon Y\to Y'}에 대하여, 벡터 공간의 동형사상 {\displaystyle E(f)\colon E(Y)\to E(Y')}가 존재한다.
  2. (시공간 대칭의 작용) 또한, 임의의 방향 및 경계를 보존시키는 미분 동형 {\displaystyle g\colon X\to X'}에 대하여, {\displaystyle E(f|_{\partial X})\colon Z(X)\mapsto Z(X')}이다.
2. (대합성) {\displaystyle -Y}를 {\displaystyle Y}에 반대 방향을 준 유향 다양체라고 한다면, {\displaystyle E(-Y)=E(Y)^{*}}이다. 여기서 {\displaystyle V^{*}}는 {\displaystyle V}의 쌍대 공간이다.
3. (승법성)
  1. (상태 공간의 승법성) {\displaystyle E(Y\sqcup Y')=E(Y)\otimes E(Y')}
  2. (짜깁기 법칙 영어: sewing law) {\displaystyle \partial X_{1}=Y_{1}\sqcup Y_{3}}, {\displaystyle \partial X_{2}=Y_{2}\sqcup -Y_{3}}이라면, {\displaystyle X_{1}}과 {\displaystyle X_{2}}를 {\displaystyle Y_{3}}으로 이어붙여 {\displaystyle X=X_{1}\cup X_{2}}, {\displaystyle \partial X=Y_{1}\sqcup Y_{2}}를 만들 수 있다. 이 경우, {\displaystyle Z(X)=\langle Z(X_{1}),Z(X_{2})\rangle }이다. 여기서 {\displaystyle \langle \cdot ,\cdot \rangle \colon E(Y_{1})\otimes E(Y_{3})\otimes E(Y_{3})^{*}\otimes E(Y_{2})\to E(Y_{1})\otimes E(Y_{2})}는 {\displaystyle E(Y_{3})}의 내적이다.
4. (비자명성)
  1. (상태 공간의 비자명성) {\displaystyle E(\varnothing )=\mathbb {C} }이다.
  2. (경로 적분의 비자명성) {\displaystyle Z(\varnothing )=1}이다.
  3. (시간 변화) {\displaystyle Z(Y\times [0,1])=\operatorname {Id} _{E(Y)}\in E(Y)\otimes E(Y)^{*}}이다. 여기서 {\displaystyle [0,1]}은 닫힌 구간이고, {\displaystyle \operatorname {Id} _{E(Y)}\colon E(Y)\to E(Y)}는 {\displaystyle E(Y)}의 항등함수다.

일반적인 양자역학과 달리, 위상 양자장론의 상태 공간 {\displaystyle E(Y)}에는 내적이 일반적으로 주어져 있지 않다. 일반적으로, 양자역학에서는 관측가능량 및 해밀토니언을 정의하기 위하여 에르미트 연산자의 개념이 필요하고, 이를 정의하려면 상태공간과 그 쌍대공간의 동형사상 {\displaystyle E(Y)\cong E^{*}(Y)}이 필요하다. 그러나 위상 양자장론에서는 해밀토니언이 항상 0이므로 이 개념이 필요없다.

## 다양한 차원에서의 위상 뒤틂
초대칭 이론의 위상 뒤틂은 2차원~4차원에서 가능하다.

### 2차원 𝒩=(2,2) 위상 뒤틂
2차원 {\displaystyle {\mathcal {N}}=(2,2)} 초등각 장론의 R대칭은 U(1)2이며, 두 개의 위상 뒤틂이 존재한다. 이를 A-뒤틂(영어: A-twist) 및 B-뒤틂(영어: B-twist)라고 하며, 칼라비-야우 다양체 위의 시그마 모형을 이렇게 뒤틀면 두 개의 위상 끈 이론을 얻는다. 이들 사이에는 거울 대칭이라는 관계가 존재한다.

### 4차원 𝒩=2 위상 뒤틂
4차원 {\displaystyle {\mathcal {N}}=2} 초대칭은 SU(2) R대칭을 가지므로, 유일한 위상 뒤틂을 갖는다. SU(2) 초대칭 게이지 이론을 뒤틀면 도널드슨 이론을 얻는다.

### 4차원 𝒩=4 위상 뒤틂
코호몰로지형 위상 양자장론의 대표적인 예는 위상 {\displaystyle {\mathcal {N}}=4} 초대칭 게이지 이론의 위상 뒤틂이다. {\displaystyle {\mathcal {N}}=4} 양-밀스 이론의 대칭군은
{\displaystyle \operatorname {SU} (2)_{\text{l}}\times \operatorname {SU} (2)_{\text{r}}\times \operatorname {SU} (4)_{\text{R}}}
이다. 여기서 SU(2)l×SU(2)r=Spin(4)는 (유클리드) 로런츠 대칭이며, SU(4)는 R대칭이다. 초전하 {\displaystyle (Q,{\bar {Q}})}는 표현
{\displaystyle (1/2,0,\mathbf {4} )\oplus (0,1/2,\mathbf {4} )}
를 따른다. (SU(2) 표현은 스핀 {\displaystyle j=0,1/2,1,3/2,\dots }으로 표기하였고, 다른 군의 표현은 그 차원을 굵은 글씨로 표기하였다.) 따라서, 위상 뒤틂은 군 준동형
{\displaystyle \operatorname {SU} (2)_{{\text{l}}'}\times \operatorname {SU} (2)_{{\text{r}}'}\to \operatorname {SU} (2)_{\text{l}}\times \operatorname {SU} (2)_{\text{r}}\times \operatorname {SU} (4)_{\text{R}}}
에 의하여 정의되며, 이 가운데 초전하 {\displaystyle (Q,{\bar {Q}})}의 성분 가운데 적어도 하나가 새 로런츠 군에 대하여 스칼라가 되어야 한다. 이러한  위상 뒤틂은 3가지가 있으며, 다음과 같다.:Table 6
| 이름                                                           | 정의 | 성질 | 문헌          |
| -------------------------------------------------------------- | --- | --- | ------------- |
| 도널드슨-위튼(영어: Donaldson–Witten)                          | {\displaystyle \operatorname {SU} (4)_{\text{R}}\supset \operatorname {SU} (2)\times \operatorname {SU} (2)\times \operatorname {U} (1)}, 두 SU(2) 가운데 하나를 로런츠 SU(2)와 대각선으로 섞음   | 자기 홀극. {\displaystyle {\mathcal {N}}=4} 이론을, 딸림표현의 물질을 갖는 {\displaystyle {\mathcal {N}}=2} 이론으로 간주. |               |
| 바파-위튼(영어: Vafa–Witten)                                   | {\displaystyle \operatorname {SU} (4)\cong \operatorname {SO} (6)\supset \operatorname {SO} (3)^{2}}, 두 SO(3) 가운데 하나를 로런츠 SO(3)와 대각선으로 섞음                                       | 순간자 | [ 9 ]         |
| 마커스(영어: Marcus) 또는 카푸스틴-위튼(영어: Kapustin–Witten) | {\displaystyle \operatorname {SU} (4)_{\text{R}}\supset \operatorname {SU} (2)\times \operatorname {SU} (2)\times \operatorname {U} (1)}, 두 SU(2)의 대각 부분군을 로런츠 SU(2)와 대각선으로 섞음 | 기하 랭글랜즈 프로그램과 관계 있음                                                                                         | [ 10 ] [ 11 ] |

바파-위튼 뒤틂 · 마커스 뒤틂은 간혹 각각 A-뒤틂 및 B-뒤틂으로 불리기도 한다.:§4.2
장들의 분해는 다음과 같다.
| 장 | 설명            | 뒤틀기 전 표현 SU(2)l×SU(2)r×SU(4)R | 도널드슨-위튼 뒤틂 SU(2)l×SU(2)r′×SU(2)F×U(1)U | 바파-위튼 뒤틂 SU(2)l×SU(2)r′×SU(2)U | 마커스 뒤틂 SU(2)l′×SU(2)r′×U(1)U                |
| --- | --------------- | ----------------------------------- | ---------------------------------------------- | ------------------------------------ | ------------------------------------------------ |
| {\displaystyle Q_{\alpha }^{I}\;(I=1,\dots ,4)}                                                           | 왼손 초전하     | (½, 0, 4)                           | (½, ½, 0)+1 ⊕ (½, 0, ½)−1                      | (½, ½, ½)                            | (½, ½)+1 ⊕ (1, 0)−1 ⊕ (0, 0)−1                   |
| {\displaystyle {\bar {Q}}_{\dot {\alpha }}^{\bar {I}}\;({\bar {I}}={\bar {1}},\dots ,{\bar {4}})}         | 오른손 초전하   | (0, ½, 4)                           | (0, 1, 0)−1 ⊕ (0, 0, 0)−1 ⊕ (0, ½, ½)+1        | (0, 1, ½) ⊕ (0, 0, ½)                | (½, ½)+1 ⊕ (0, 1)−1 ⊕ (0, 0)−1                   |
| {\displaystyle A_{\mu }}                                                                                  | 게이지 보손     | (½, ½, 1)                           | (½, ½, 0)0                                     | (½, ½, 0)                            | (½, ½, 0)0                                       |
| {\displaystyle \psi _{\alpha }^{I}\quad (I=1,\dots ,4)}                                                   | 왼손 게이지노   | (½, 0, 4)                           | (½, ½, 0)+1 ⊕ (½, 0, ½)−1                      | (½, ½, ½)                            | (½, ½)+1 ⊕ (1, 0)−1 ⊕ (0, 0)−1                   |
| {\displaystyle {\bar {\psi }}_{\dot {\alpha }}^{\bar {I}}\quad ({\bar {I}}={\bar {1}},\dots ,{\bar {4}})} | 오른손 게이지노 | (0, ½, 4)                           | (0, 1, 0)−1 ⊕ (0, 0, 0)−1 ⊕ (0, ½, ½)+1        | (0, 1, ½) ⊕ (0, 0, ½)                | (½, ½)+1 ⊕ (0, 1)−1 ⊕ (0, 0)−1                   |
| {\displaystyle \phi ^{i}\quad (i=1,\dots ,6)}                                                             | 스게이지노      | (0, 0, 6)                           | (0, ½, ½)0 ⊕ (0, 0, 0)±2 (복소 스칼라장)       | (0, 0, 1) ⊕ (0, 1, 0)                | (½, ½)0 (실수 벡터장) ⊕ (0, 0)±2 (복소 스칼라장) |

도널드슨-위튼 뒤틂(영어: Donaldson–Witten twist)에서는 {\displaystyle \operatorname {SU} (4)_{\text{R}}} 대칭을
{\displaystyle \operatorname {SU} (4)_{\text{R}}\to \operatorname {SU} (2)\times \operatorname {SU} (2)_{\text{F}}\times \operatorname {U} (1)_{\text{U}}}
으로 깬 뒤, 두 SU(2) 가운데 하나를 로런츠 군 {\displaystyle \operatorname {SU} (2)_{\text{r}}}와 섞어 얻는다. 이에 따라, 남은 {\displaystyle \operatorname {SU} (2)_{\text{F}}}는 맛깔 대칭, {\displaystyle \operatorname {U} (1)_{\text{U}}}는 유령수 대칭이 된다. 이 깨짐 아래, {\displaystyle \operatorname {SU} (4)}의 표현들은 다음과 같이 깨진다.:§1
{\displaystyle \mathbf {4} \to (1/2,0)^{+1}\oplus (1/2,0)^{-1}}
{\displaystyle \mathbf {6} \to (1/2,1/2)^{0}\oplus (0,0)^{\pm 2}}
바파-위튼 뒤틂(영어: Vafa–Witten twist) 또는 A-뒤틂(영어: A-twist)에서는 {\displaystyle \operatorname {SU} (4)_{\text{R}}} 대칭군을 우선
{\displaystyle \operatorname {SU} (4)\cong \operatorname {Spin} (6)\to \operatorname {Spin} (4)\cong \operatorname {SU} (2)\times \operatorname {SU} (2)}
로 깬 뒤, 두 SU(2) 성분 가운데 하나를 오른쪽 로런츠 군 {\displaystyle \operatorname {SU} (2)_{\text{r}}}와 섞는다. 따라서, 나머지 한 SU(2) 부분군은 SU(2) 유령수 대칭군 {\displaystyle \operatorname {SU} (2)_{\text{U}}}로 남게 된다. R대칭의 깨짐에 따라서, SU(4)의 표현들은 다음과 같은 {\displaystyle \operatorname {SU} (2)^{2}} 표현으로 깨진다.
{\displaystyle \mathbf {4} \to (1/2,1/2)}
{\displaystyle \mathbf {6} \to (1,0)\oplus (0,1)}
유령수 대칭이 SU(2) 단순군이므로, 바파-위튼 뒤틂에서는 (다른 뒤틂과 달리) 유령수가 변칙적이지 않다.
마커스 뒤틂(영어: Marcus twist) 또는 B-뒤틂(영어: B-twist)은 도널드슨-위튼 뒤틂에서 남아 있던 SU(2)F 맛깔 대칭을 왼쪽 로런츠 대칭 SU(2)l과 한 번 더 뒤틀어 얻는다. 이에 따라 U(1)U 유령수 대칭만이 남게 된다.

### 3차원 𝒩=4 위상 뒤틂
3차원에서는 {\displaystyle {\mathcal {N}}=1} 초대칭은 2개의 초전하를 갖고, R대칭은 {\displaystyle \operatorname {SO} ({\mathcal {N}})}이 된다. 이 경우, 위상 뒤틂을 위해서는 {\displaystyle {\mathcal {N}}\geq 4}이어야 한다.
3차원 {\displaystyle {\mathcal {N}}=4}에서, R대칭은 {\displaystyle \operatorname {Spin} (4)\cong \operatorname {SU} (2)_{N}\times \operatorname {SU} (2)_{R}}이다. 3차원 {\displaystyle {\mathcal {N}}=4}에서, 벡터 초장의 {\displaystyle \operatorname {SU} (2)_{E}\times \operatorname {SU} (2)_{N}\times \operatorname {SU} (2)_{R}} 표현은 다음과 같다. (SU(2) 표현은 스핀으로 표현하였다.)
| 초장        | 장                                                            | 대칭군 {\displaystyle \operatorname {SU} (2)_{E}\times \operatorname {SU} (2)_{N}\times \operatorname {SU} (2)_{R}} 표현 |
| ----------- | ------------------------------------------------------------- | --- |
|             | 초전하 {\displaystyle Q_{\alpha }^{a}\quad (a=1,2,3,4)}       | (½, ½, ½) |
| 벡터 초장   | 게이지 보손 {\displaystyle A_{\mu }}                          | (1, 0, 0) |
| 벡터 초장   | 게이지노 {\displaystyle \chi _{\alpha }^{i}\quad (i=1,2)}     | (½, ½, ½) |
| 벡터 초장   | 스게이지노 {\displaystyle \eta _{\alpha }^{I}\quad (I=1,2,3)} | (0, 1, 0) |
| 하이퍼 초장 | 페르미온 {\displaystyle \psi _{\alpha }^{i}\quad (i=1,2)}     | (½, ½, ½) |
| 하이퍼 초장 | 스칼라 {\displaystyle \phi }                                  | (0, 0, 0) + (0, 0, 1) |

따라서, 뒤튼 후의 로런츠 군 {\displaystyle \operatorname {SU} (2)_{E'}}을 {\displaystyle \operatorname {SU} (2)_{E}\times \operatorname {SU} (2)_{R}}의 대각선 부분군으로 잡거나, {\displaystyle \operatorname {SU} (2)_{E}\times \operatorname {SU} (2)_{N}}의 대각선 부분군으로 잡을 수 있다. 2차원 위상 끈 이론과 유사하게, 전자는 A-뒤틂(영어: A-twist), 후자는 B-뒤틂(영어: B-twist)이라고 한다.
초켈러 다양체 위의 3차원 시그마 모형의 경우, A-뒤틂은 카푸스틴-비아스 모형(영어: Kapustin–Vyas model),, B-뒤틂은 로잔스키-위튼 모형(영어: Rozansky–Witten model)이라고 한다. 3차원 초대칭 게이지 이론의 B-뒤틂은 블라우-톰프슨 모형(영어: Blau–Thompson model)이라고 한다.:§4.3

### 3차원 𝒩=8 위상 뒤틂
3차원 {\displaystyle {\mathcal {N}}=8} 이론의 위상 뒤틂은 총 4가지가 있다.:§5.1
- 하나는 4차원 {\displaystyle {\mathcal {N}}=4} 이론의 바파-위튼 뒤틂 또는 마커스 뒤틂의 축소화이다. (이들은 축소화하면 서로 같아진다.) 뒤튼 뒤, 4개의 스칼라 초대칭을 갖는다.
- 하나는 4차원 {\displaystyle {\mathcal {N}}=4} 이론의 도널드슨-위튼 뒤틂의 축소화이다. 뒤튼 뒤, 2개의 스칼라 초대칭을 갖는다.
- 하나는 4개의 스칼라 초대칭을 갖는 뒤틂을 한 번 더 추가로 뒤틀어서 얻으며, 2개의 스칼라 초대칭을 갖는다.
- 하나는 1개의 스칼라 초대칭을 갖는다.

## 참고 문헌
1. ↑  Kaul, R. K.; T. R. Govindarajan, P. Ramadevi (2005). “Schwarz type topological quantum field theories” (영어). arXiv:hep-th/0504100. Bibcode:2005hep.th....4100K.
2. ↑  Schwarz, Albert (1978년 1월). “The partition function of degenerate quadratic functional and Ray-Singer invariants”. 《Letters in Mathematical Physics》 (영어) 2 (3): 247–252. Bibcode:1978LMaPh...2..247S. doi:10.1007/BF00406412. Zbl 0383.70017.
3. ↑  Witten, Edward (1991년 7월 10일). “Introduction to cohomological field theories”. 《International Journal of Modern Physics A》 (영어) 6 (16): 2775–2792. Bibcode:1991IJMPA...6.2775W. doi:10.1142/S0217751X91001350. ISSN 0217-751X.
4. ↑  Witten, Edward (1988). “Topological quantum field theory”. 《Communications in Mathematical Physics》 (영어) 117 (3): 353–386. Bibcode:1988CMaPh.117..353W. doi:10.1007/BF01223371. MR 953828.
5. ↑  Dijkgraaf, Robbert (1997년 3월). “Les Houches lectures on fields, strings and duality” (영어). arXiv:hep-th/9703136. Bibcode:1997hep.th....3136D.
6. ↑  Atiyah, Michael (1988년 1월). “Topological quantum field theories”. 《Publications Mathématiques de l’Institut des Hautes Études Scientifiques》 (영어) 68 (1): 175–186. doi:10.1007/BF02698547. ISSN 0073-8301. MR 1001453. Zbl 0692.53053.
7. ↑  일부 경우, 실수 및 유한체에 대한 벡터 공간도 사용 가능하다.
8. ↑  Gadde, A.; Gukov, S.; Putrov, P. “Fivebranes and 4-manifolds”. arXiv:1306.4320.
9. ↑  Vafa, Cumrun; Witten, Edward. “A Strong Coupling Test of S-Duality” (영어). arXiv:hep-th/9408074.
10. 1 2 3  Marcus, Neil. “The other topological twisting of {\displaystyle N=4} Yang–Mills” (영어). arXiv:hep-th/9506002.
11. ↑  Kapustin, Anton; Witten, Edward. “Electric–magnetic duality and the geometric Langlands program”. arXiv:hep-th/0604151.
12. 1 2 3  Blau, Matthias; Thompson. “Aspects of {\displaystyle N_{T}\geq 2} topological gauge theories and D-branes” (영어). arXiv:hep-th/9612143.
13. ↑  Kapustin, Anton; Vyas, Ketan. “A-models in three and four dimensions” (영어). arXiv:1002.4241.
14. ↑  Rozansky, Lev; Witten, Edward. “Hyper-Kähler Geometry and Invariants of Three-Manifolds” (영어). arXiv:hep-th/9612216.

- Schwarz, Albert (2000). “Topological quantum field theories” (영어). arXiv:hep-th/0011260. Bibcode:2000hep.th...11260S.
- Ivancevic, Vladimir G.; Tijana T. Ivancevic (2008년 12월 11일). “Undergraduate lecture notes in topological quantum field theory” (영어). arXiv:0810.0344. Bibcode:2008arXiv0810.0344I.
- Birmingham, Danny; Blau, Matthias; Rakowski, Mark; Thompson, George (1991년 12월). “Topological field theory”. 《Physics Reports》 (영어) 209 (4–5): 129-340. Bibcode:1991PhR...209..129B. doi:10.1016/0370-1573(91)90117-5. ISSN 0370-1573.
- Labastida, José M. F.; Carlos Lozano. “Lectures in topological quantum field theory” (영어). arXiv:hep-th/9709192. Bibcode:1997hep.th....9192L.
- Labastida, José M. F. (2002). “Knot theory from the perspective of field and string theory” (영어). arXiv:hep-th/0201038. Bibcode:2002hep.th....1038L.
- Labastida, José M. F. (2000). “Knot theory from a Chern-Simons gauge theory point of view” (영어). arXiv:hep-th/0002221. Bibcode:2000hep.th....2221L.
- Bartlett, Bruce H. (2005). 《Categorical aspects of topological quantum field theories》 (영어). 석사 학위 논문. 위트레흐트 대학교. arXiv:math/0512103. Bibcode:2005math.....12103B.
- Picken, R. F.; P. A. Semiao (1999). “TQFT — a new direction in algebraic topology” (영어). arXiv:math/9912085. Bibcode:1999math.....12085P.

## 같이 보기
- 천-사이먼스 이론
- 위상 끈 이론
- BF 모형